# Vat na meterkelvin
Vát na méterkélvin (zapis W/mK) je izpeljana fizikalna enota mednarodnega sistema enot, ki podaja fizikalno količno toplotno prevodnost.